# چاک پاتون
چاک پاتون (انگلیسی: Chuck Patton؛ زادهٔ ۱ ژانویهٔ ۱۹۶۰) فیلم‌نامه‌نویس، پویانما و کارگردان فیلم اهل ایالات متحده آمریکا است. وی برندهٔ جوایزی همچون جایزه امی ساعات پربیننده بهترین برنامه پویانمایی شده‌است.